# Verband deutscher Pfandbriefbanken

Logo

Der Verband deutscher Pfandbriefbanken (vdp) ist die Interessenvertretung der Pfandbriefbanken in der Bundesrepublik Deutschland. Er hat die Rechtsform eines eingetragenen Vereins.

## Aufgaben
Der Zweck des Verbandes ist:
- die Wahrnehmung der Rechte und Interessen der Pfandbriefbanken einschließlich der Öffentlichkeitsarbeit auf den Gebieten der Kapitalmarkt-, Staats-, Immobilien- und Schiffsfinanzierungs-, der Steuerpolitik sowie der Rechtsgestaltung.
- die Unterstützung und Beratung der gesetzgebenden Körperschaften und Behörden auf nationaler, europäischer und internationaler Ebene in allen die Pfandbriefbanken betreffenden Angelegenheiten.
- die Wahrnehmung der Interessen der Pfandbriefbanken gegenüber anderen nationalen, europäischen und internationalen Berufsverbänden.
- die Mitgliedschaft in nationalen, europäischen oder internationalen Berufsverbänden oder die Beteiligung an Unternehmen gleich welcher Gesellschaftsform, soweit Mitgliedschaft oder Beteiligung dem Verbandszweck oder den Mitgliedern des Verbandes dienen.

Der Verband vertritt mehr als 40 Pfandbriefbanken und ist Mitglied in folgenden anderen Verbänden und Institutionen:
- Die Deutsche Kreditwirtschaft (DK)
- Europäischer Hypothekenverband, Brüssel
- International Union of Housing Finance, Chicago
- Bundesarbeitsgemeinschaft Immobilienwirtschaft Deutschland (BID), Berlin
- Zentraler Immobilien Ausschuss, Berlin
- Deutscher Verband für Wohnungswesen, Berlin
- Commercial Mortgage Securities Association (CMSA), New York

Der Verband ist Gesellschafter bei der vdpResearch GmbH, der vdpExpertise GmbH inklusive der vdpPfandbriefAkademie, der vdpConsulting AG und der HypZert GmbH mit Sitz in Berlin und Hamburg.
Die vdpExpertise unterstützt ihre Kunden mit Beratungsleistungen für Risikomodelle in der Verwertung von Grundpfandrechten sowie für sogenannte Low Default Portfolien, wie z. B. Staaten und lokale Gebietskörperschaften. Ihr Angebot stellt sie Mitgliedsinstituten des vdp, aber auch Nichtmitgliedern zur Verfügung.
Die vdpConsulting ist ein Gemeinschaftsunternehmen des Verbandes deutscher Pfandbriefbanken und der TXS, Spezialistin für IT-Lösungen und Beratung im Bereich der Refinanzierung von Finanzdienstleistern. Der Fokus der vdpConsulting liegt in Umsetzung-Beratung für die Kreditwirtschaft.
Die vdpResearch ist die Immobilienmarktforschungsgesellschaft des Verbandes deutscher Pfandbriefbanken. Sie beschäftigt sich aus kreditwirtschaftlicher Sicht intensiv mit der Analyse, Bewertung und Prognose von Immobilienmarktpreisen.
Die vdpPfandbriefAkademie bietet Aus- und Weiterbildung auf hohem fachlichem Niveau. Ihr Angebot richtet sich an alle, die in den Bereichen Immobilienbewertung, Immobilienfinanzierung, sowie Immobilieninvestment im In- und Ausland aktiv sind.
Die HypZert ist eine Gesellschaft des vdp sowie der weiteren in der Deutschen Kreditwirtschaft (DK) organisierten Spitzenverbände der deutschen Finanzwirtschaft. Seit 1996 zertifiziert sie Immobiliengutachter nach den anspruchsvollen und international anerkannten Kriterien und sichert damit ein Höchstmaß an Vergleichbarkeit und Transparenz auf den Immobilienmärkten.
Der Verband trug bis Juli 2005 die Bezeichnung Verband deutscher Hypothekenbanken (VDH).

## Organisation
Die Arbeit der Geschäftsstelle ist in fünf Fachbereichen organisiert:
- Pfandbrief, Kapitalmarkt
- Bankaufsicht und Risikomanagement
- Immobilienfinanzierung Inland
- Deckungswerte
- EU-Vertretung Brüssel

Der Hauptgeschäftsführer ist Jens Tolckmitt, Präsident ist Gero Bergmann, Mitglied des Vorstandes der Bayerischen Landesbank, München.